# Le Renard et le Buste
Le Renard et le Buste est la quatorzième fable du livre IV de Jean de La Fontaine situé dans le premier recueil des Fables de La Fontaine, édité pour la première fois en 1668.
Cette fable a pour origine l'apologue d'Ésope Le renard et le masque, repris ensuite par Phèdre (Le renard et le masque de théâtre) puis par Faërne (Le renard et le masque, LVI).

## Illustrations

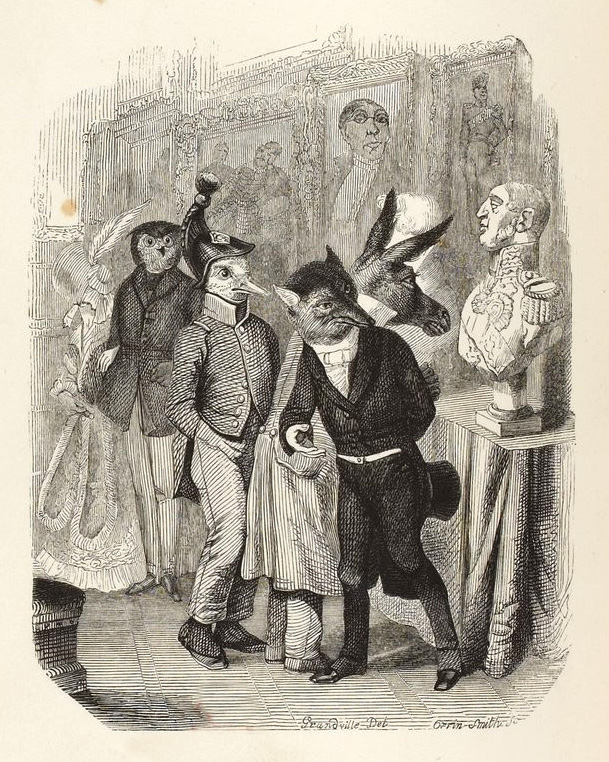
Dessin de Grandville (1838-1840).
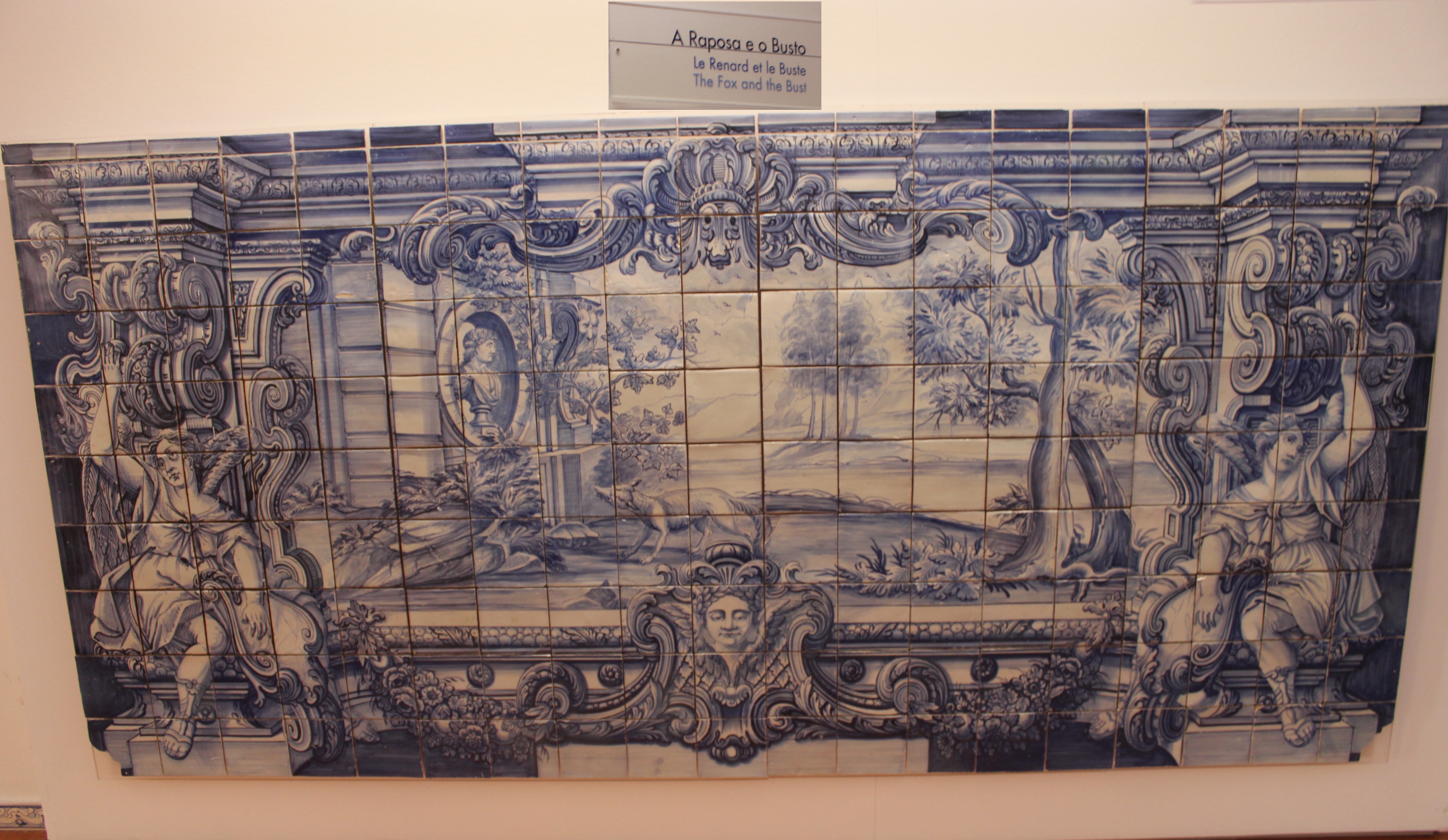
Le renard et le buste - Azulejos - Monastère de Saint-Vincent de Fora (Lisbonne).
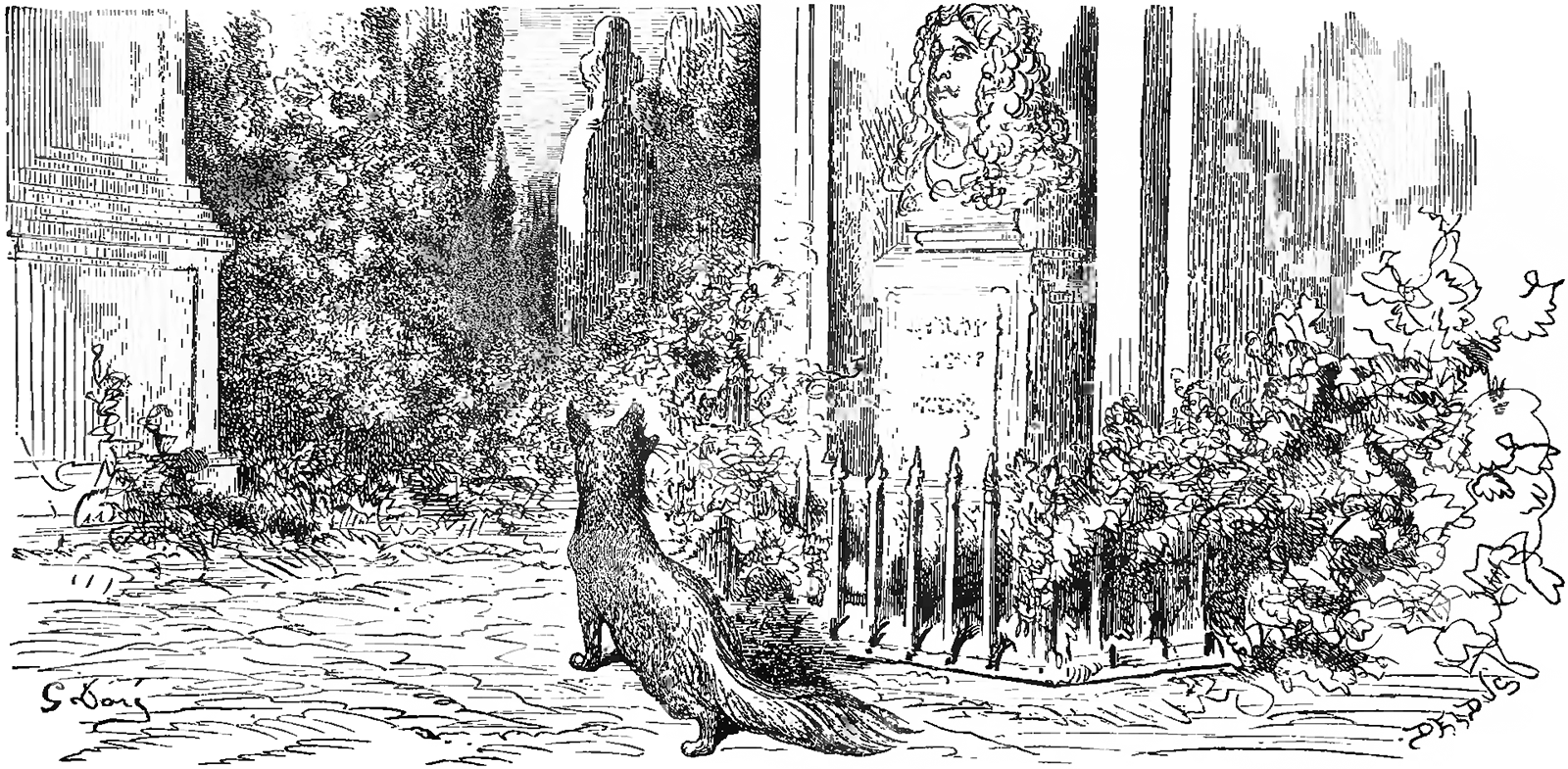
Gravure de Gustave Doré (1876)

## Texte de la fable
LE RENARD ET LE BUSTE
[Ésope + Phèdre, + Faërne]

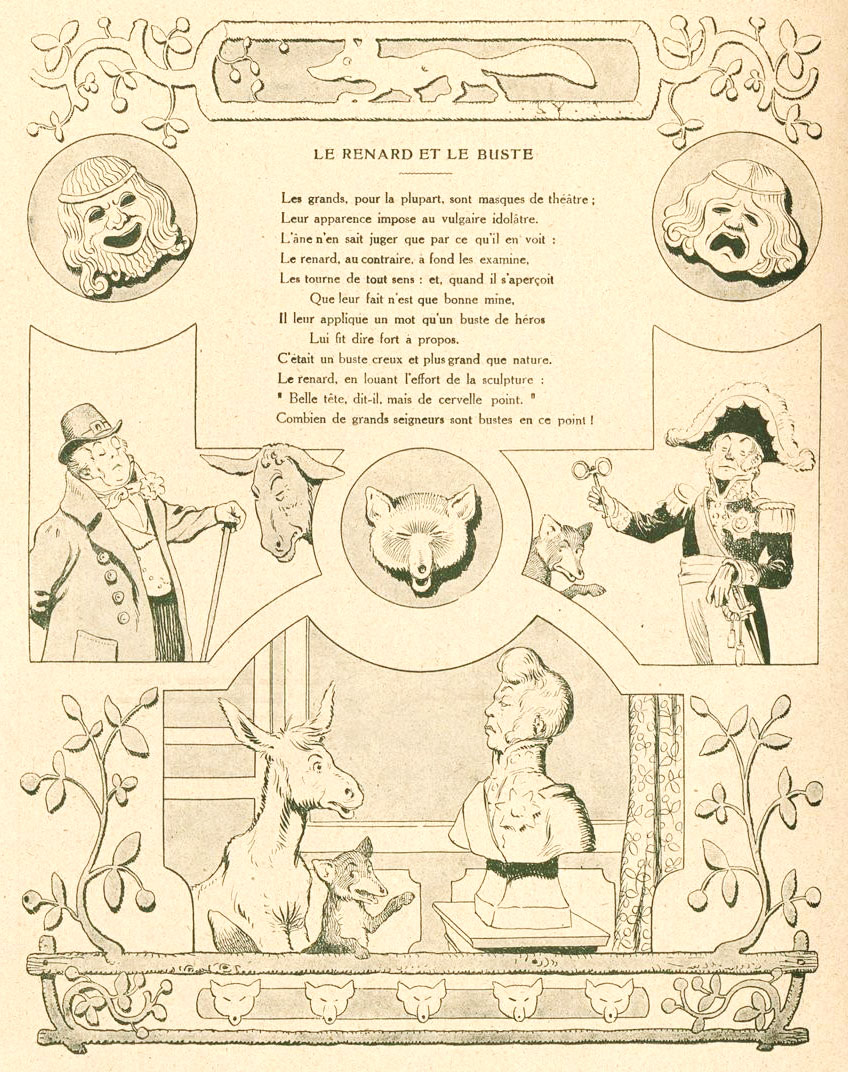
Bande dessinée de Benjamin Rabier (1906)

Les Grands, pour la plupart, sont masques de théâtre ;
Leur apparence impose au vulgaire idolâtre.
L'Âne n'en sait juger que par ce qu'il en voit.
Le Renard, au contraire, à fond les examine,
Les tourne de tout sens ; et, quand il s'aperçoit
            Que leur fait n'est que bonne mine,
Il leur applique un mot qu'un buste de héros
            Lui fit dire fort à propos.
C'était un buste creux, et plus grand que nature.
Le Renard, en louant l'effort de la sculpture :
«Belle tête, dit-il, mais de cervelle point.»
Combien de grands seigneurs sont bustes en ce point ! 